# Charibert II
Koning Charibert II (rond 608 – 8 april 632), een zoon van Chlotarius II en Sichildis van de Ardennen, was een jongere halfbroer van Dagobert I. 
Toen vader Chloterik in 628 stierf, moesten zijn bezittingen volgens de Frankische wet onder zijn beide zonen worden verdeeld. Charibert bevond zich echter in Metz, en Dagobert maakte gebruik van de gelegenheid door Bourgondië en Neustrië te bezetten.
Voor Charibert bleef alleen Aquitanië over. Daar regeerde hij van 629 tot hij in 632 vermoord werd, wellicht op last van zijn halfbroer Dagobert. Chariberts zoon Chilperik, die nog klein was, volgde hem op, maar hij werd spoedig eveneens vermoord.
Charibert was getrouwd met Gisela, de erfgename van Amand van Gascogne. Hij slaagde erin de Basken te onderdrukken en heel hun land te veroveren.

## Voorouders
| Voorouders van Charibert II | Voorouders van Charibert II                    | Voorouders van Charibert II                    | Voorouders van Charibert II                  | Voorouders van Charibert II                  | Voorouders van Charibert II              | Voorouders van Charibert II              | Voorouders van Charibert II              | Voorouders van Charibert II              |
| --------------------------- | ---------------------------------------------- | ---------------------------------------------- | -------------------------------------------- | -------------------------------------------- | ---------------------------------------- | ---------------------------------------- | ---------------------------------------- | ---------------------------------------- |
| Overgrootouders             | Chlotarius I (497-561) ∞ Aregonda (520-572/83) | Chlotarius I (497-561) ∞ Aregonda (520-572/83) | ? (-) ∞ ? (-)                                | ? (-) ∞ ? (-)                                | ? (–) ∞ ? (-)                            | ? (–) ∞ ? (-)                            | ?(–) ∞ ? (-)                             | ?(–) ∞ ? (-)                             |
| Grootouders                 | Chilperik I (535-584) ∞ Fredegonde (545-597)   | Chilperik I (535-584) ∞ Fredegonde (545-597)   | Chilperik I (535-584) ∞ Fredegonde (545-597) | Chilperik I (535-584) ∞ Fredegonde (545-597) | Brunulphe II van de Ardennen (-) ∞ ? (-) | Brunulphe II van de Ardennen (-) ∞ ? (-) | Brunulphe II van de Ardennen (-) ∞ ? (-) | Brunulphe II van de Ardennen (-) ∞ ? (-) |
| Ouders                      | Chlotharius II (584-629) ∞ Sichildis (-)       | Chlotharius II (584-629) ∞ Sichildis (-)       | Chlotharius II (584-629) ∞ Sichildis (-)     | Chlotharius II (584-629) ∞ Sichildis (-)     | Chlotharius II (584-629) ∞ Sichildis (-) | Chlotharius II (584-629) ∞ Sichildis (-) | Chlotharius II (584-629) ∞ Sichildis (-) | Chlotharius II (584-629) ∞ Sichildis (-) |
| Charibert II (608-632)      |                                                |                                                |                                              |                                              |                                          |                                          |                                          |                                          |